# Louis II de Brzeg
Louis II de Brzeg; (en polonais: Ludwik II brzeski né vers 1380/1385 – † 30 mai 1436), fut duc de Brzeg (en allemand: Brieg) de 1399 (jusqu'en 1400 avec son frère ainé comme corégent) et duc de Legnica à partir de 1413.

## Origine et début du règne
Louis II est le second fils de Henri VII le Balafré, duc de Brzeg, mais l'ainé de ceux nés de son union avec sa seconde épouse Margueritte de Mazovie, fille de Siemovit III, duc de Mazovie.
On connait peu de chose sur les premières années de Louis. La mort de son père en 1399 le laisse avec son demi-frère ainé  Henri IX corégent conjoint du duché de Brzeg; cependant une année plus tard en octobre 1400 ils décident de procéder à un partage formel de leurs possessions : Louis II conserve Brzeg et Henri IX prend Lubin en allemand: Lüben, Chojnów en allemand: Haynau et Oława en allemand: Ohlau. Le 17 juillet 1402 les deux frères sont présents à la réunion des ducs Piast de Silésie à Wroclaw, dans laquelle ils se lient les uns avec les autres par une alliance défensive et rendent l'hommage féodal à  Venceslas IV roi des Romains et de Bohême.
En 1404 Louis II effectue un pèlerinage en Terre Sainte, au cours duquel il est capturé et mis à rançon par  des musulmans. La mauvaise nouvelle n'arrive seulement à Brzeg qu'à la fin de l'année. Henri IX, afin de réunir la somme exigée pour la libération de son frère, impose aux habitants de Brzeg, comme à ses propres sujets de Chojnów et d'Oława une taxe supplémentaire. Les 4.000 fines réclamées sont réunies rapidement peu après; toutefois, Louis II ne revient en Silésie qu'a la fin de 1405. Pendant sa longue captivité son frère assure la régence du duché de Brzeg.

## La succession de Legnica
Les relations de deux demi-frères qui depuis leur enfance était excellentes et chaleureuses subissent un complet changement du fait de la succession du duché de Legnica.
En mars 1409 le duc Venceslas II de Legnica, Prince-évêque de  Wroclaw, décide de choisir Louis II comme son héritier, il lui laisse Legnica et la moitié de  Złotoryja en allemand: Goldberg. Des droits sur l'autre moitié de Złotoryja et une rente de 6,000 fines sont également dévolus à Henri IX. Venceslas II décide aussi que chaque frère à la possibilité de prendre le contrôle de la totalité de Złotoryja à condition de verser à l'autre une compensation financière. Dans ce contexte Louis II vend à Henri IX sa part de  Złotoryja.
À ce moment le duc de Lubin, jaloux du favoritisme de Venceslas II envers son jeune frère Louis II brise leurs relations amicales. Peu après le conflit se transforme en guerre ouverte, initiée par Henri IX et qui dure de 
1411 à 1414. Finalement le 16 mars 1413 Venceslas II de Legnica abandonne le gouvernement de Legnica à Louis II. La guerre continue malgré la médiation de Venceslas II, qui tente de persuader  Henri IX de mettre fin au conflit. Le différend n'est seulement réglé qu'à la suite de l'intervention du roi Venceslas IV de Bohême, qui interdit à ses vassaux de continuer les combats. Les deux frères se réconcilient enfin et signent un document par lequel ils jurent de se prêter une assistance mutuelle. Les résidents du duché de Legnica-Złotoryja sont également obligés de rendre l'hommage aux deux ducs.

## Fin de règne
En 1419 Louis II obtient la cité de Krnov à titre viager, et en 1427 Strzelin. En 1413 il engage 
les cités de  Kluczbork, Wołczyn et Byczyna à Conrad VII le Blanc, duc d'Oleśnica, qui finalement les achètent en 1420. En 1434 Conrad VII engage à son tour les cités aux ducs d'Opole. La mort en 1435 de son seul fils et homonyme, laisse Louis II sans héritier mâle. À sa mort l'année suivante, il laisse les duchés de Legnica et Brzeg à sa veuve comme douaire (Oprawa wdowia). Il reviendront en 1481  à son petit-fils le duc Frédéric Ier de Legnica, fils de sa fille Hedwige († 1471).

## Union et postérité
Avant le 14 août 1409, Louis II épouse d'abord  Hedwige Zápolya († 1414), fille d'un important baron hongrois. Ils n'ont pas d'enfants.
À Constance le 9 avril 1418, Louis II épouse en secondes noces Elisabeth de Brandebourg, duchesse de Brzeg-Legnica et Cieszyn (née entre le 1er mai et le 29 septembre 1403 – † Legnica, le 30/31 octobre 1449), fille de Frédéric Ier Électeur de Brandebourg. Ils ont quatre enfants:
- Louis († 7 janvier 1435)
- Elisabeth (née le 5 janvier 1426 – † 1435)
- Magdeleine (né vers 1430 – † 10 septembre 1497), épouse le 4 février 1442 le duc Nicolas Ier d'Opole.
- Hedwige de Brzeg, épouse en février 1445 son cousin-germain le duc Jean Ier de Lubin.

## Source de la traduction
- (en) Cet article est partiellement ou en totalité issu de l’article de Wikipédia en anglais intitulé « Louis II of Brieg » (voir la liste des auteurs).